# انریکه ویلانووا، سیکیخور
انریکه ویلانووا، سیکیخور (به لاتین: Enrique Villanueva) یک منطقهٔ مسکونی در فیلیپین است که در سیکیخور واقع شده‌است.